# Wielka Synagoga w Łomży
Wielka Synagoga w Łomży – nieistniejąca synagoga z lat 1878–1889, która znajdowała się w Łomży w obrębie Starego Miasta, przy ul. Senatorskiej 28. Zgodnie ze źródłami żydowskimi min. Pinkas haKehilot zaprojektowana przez Henryka Marconiego. 

## Historia
Synagoga powstała w latach 1878–1889 w południowo-wschodnim narożu rynku w Łomży, na rogu dzisiejszej ulicy Giełczyńskiej i Senatorskiej, częściowo na terenie zajmowanym niegdyś przez dwór książąt mazowieckich (a później królewski). Zburzona przez Niemców w czasie II wojny światowej dziś nie istnieje. Upamiętnia ją tablica z treścią w językach polskim i hebrajskim umieszczona na ścianie domu przy ul. Senatorskiej. Tablica została ufundowana przez mieszkańców Łomży z okazji 44 rocznicy zagłady łomżyńskiego getta. Treść brzmi:

Od lipca 1941 roku do listopada 1942 roku na terenie ulic: Dwornej - obecnie 22 lipca, Senatorskiej, Woziwodzkiej, Zielonej, Żydowskiej - obecnie Zatylnej, Rybaki, hitlerowcy utworzyli getto, w którym poddali eksterminacji 9 tysięcy Polaków narodowości żydowskiej. 3,5 tysiąca spośród nich rozstrzelano w lasach koło wsi Giełczyn i Sławiec. Niemieccy okupanci utworzyli na Ziemi Łomżyńskiej getta w 15 miejscowościach. Tragiczna droga przebywających w nich około 40 tysięcy ludzi prowadziła do obozu zagłady w Treblince. Niech pamięć o nich i niosących im pomoc w tych strasznych dniach trwa.